# I Wrote Your Name (Upon My Heart)
I Wrote Your Name (Upon My Heart)  è un singolo del cantautore britannico Sting, pubblicato il 5 settembre 2024. 

## Descrizione
Il brano musicale utilizza una variazione del “beat di Bo Diddley”: un particolare ritmo sincopato realizzato per la prima volta nel 1955 da Bo Diddley. Il testo di I Wrote Your Name (Upon My Heart) tratta della profondità emotiva che avviene tra due persone che vivono una relazione. L'album vede la partecipazione di una nuova band che lo accompagna composta da Chris Maas alla batteria, Martin Kierszenbaum all'organo e Dominic Miller alla chitarra.

## Video musicale
Di I Wrote Your Name (Upon My Heart) è stato realizzato anche un video pubblicato sul canale officiale dell'artista su YouTube.